# D. Swarovski
Swarovski ist ein österreichischer Hersteller besonders von geschliffenem Kristallglas und Strass mit globalem Vertrieb. Sitz des 1895 von Daniel Swarovski gegründeten Familienunternehmens ist Wattens in Tirol. Die drei Kommanditgesellschaften D. Swarovski, Swarovski Optik und Tyrolit bilden eine Unternehmensgruppe, die im Jahr 2012 rund drei Milliarden Euro umsetzte.
Swarovski produziert in Tirol, im Fürstentum Liechtenstein (Triesen), in Serbien (Subotica), China, Thailand und Indien.
Von ca. 1965 bis 2002 war Gernot Langes-Swarovski, der dann seine Agenden seinem Sohn Markus übergab, geschäftsführender Gesellschafter. Von März 2020 bis Juni 2022 war Robert Buchbauer Geschäftsführer. Seitdem ist Alexis Nasard Geschäftsführer.

## Geschichte

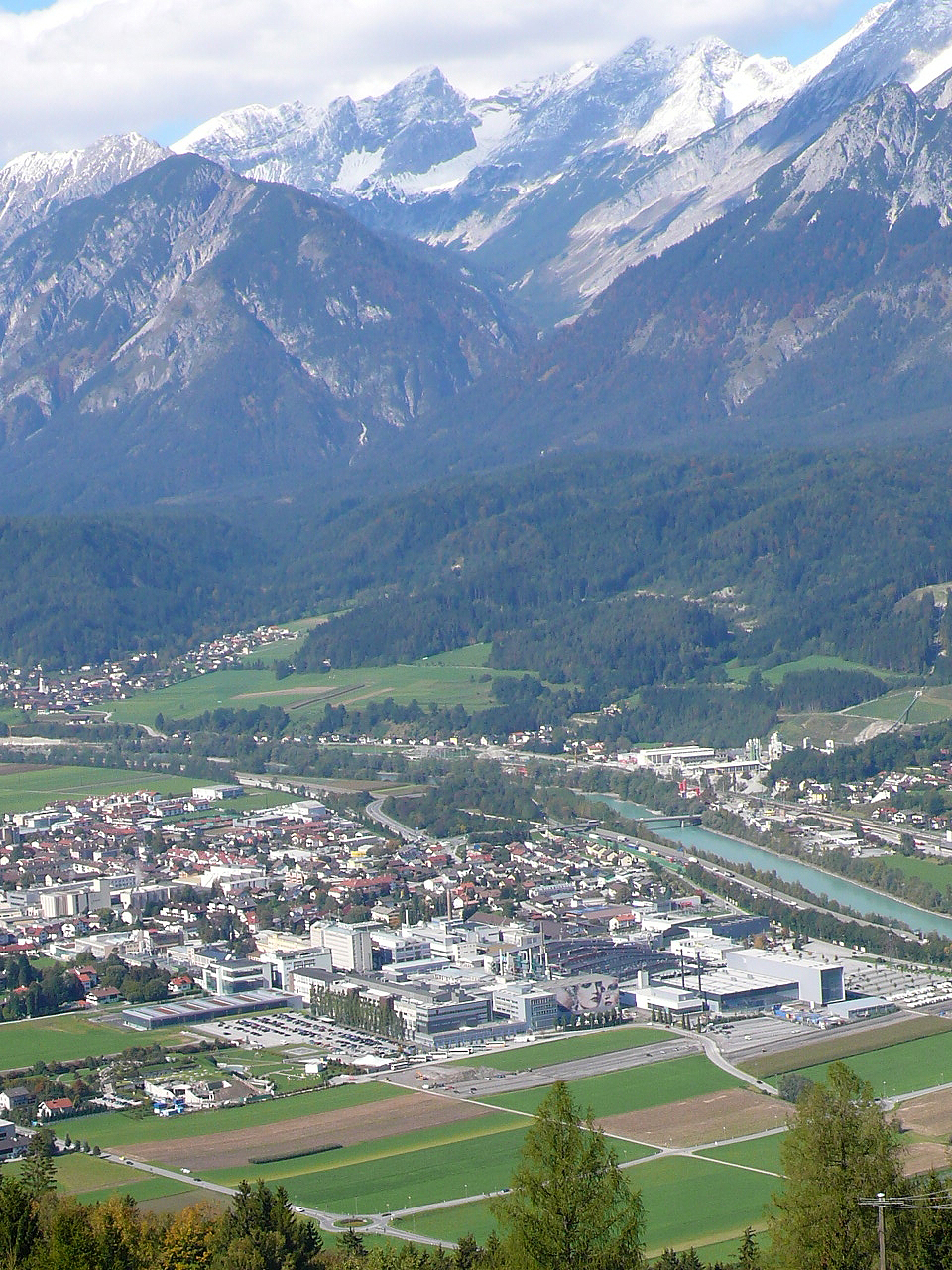
Swarovskiwerk I in Wattens

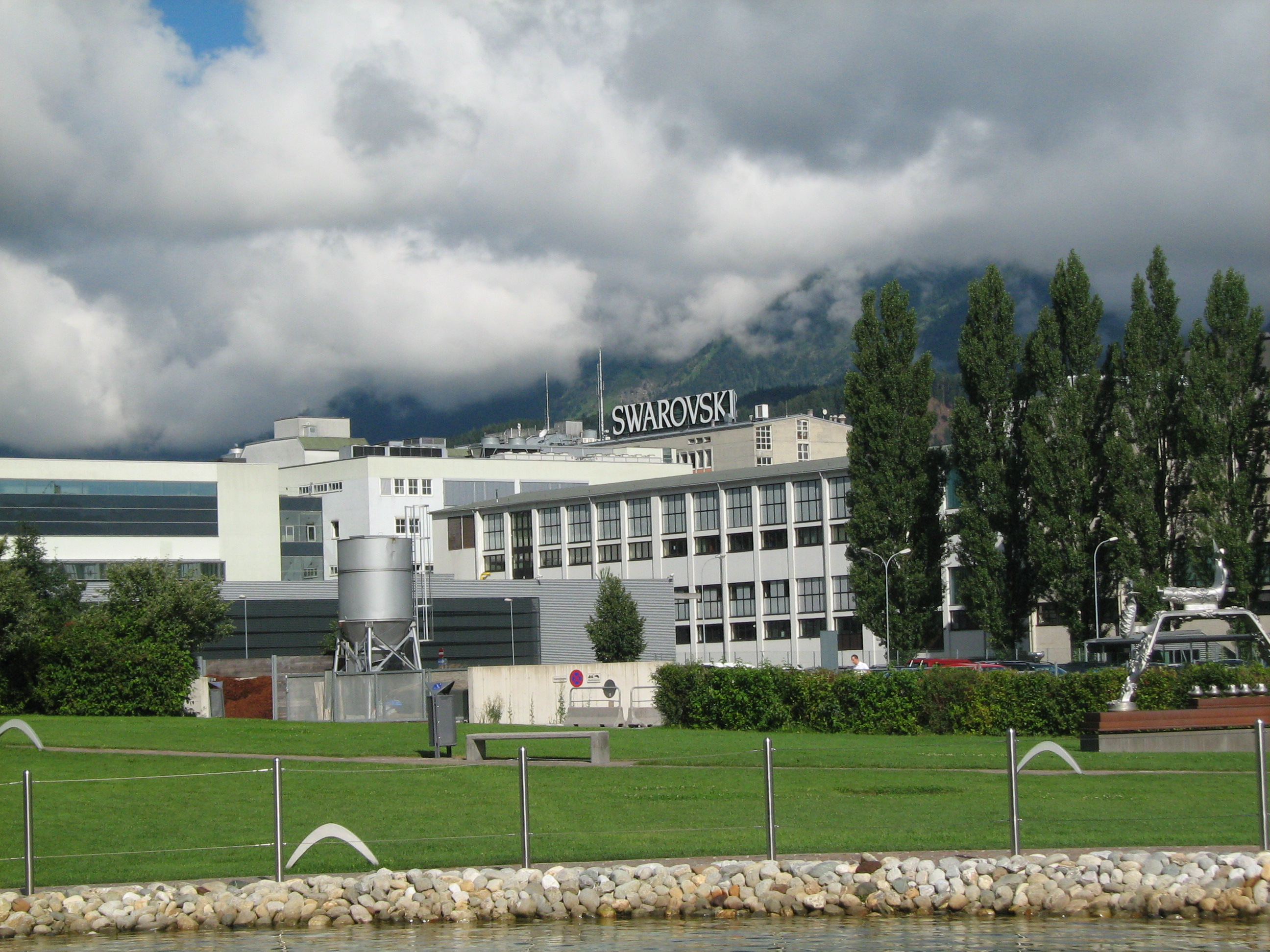
Swarovski in Wattens

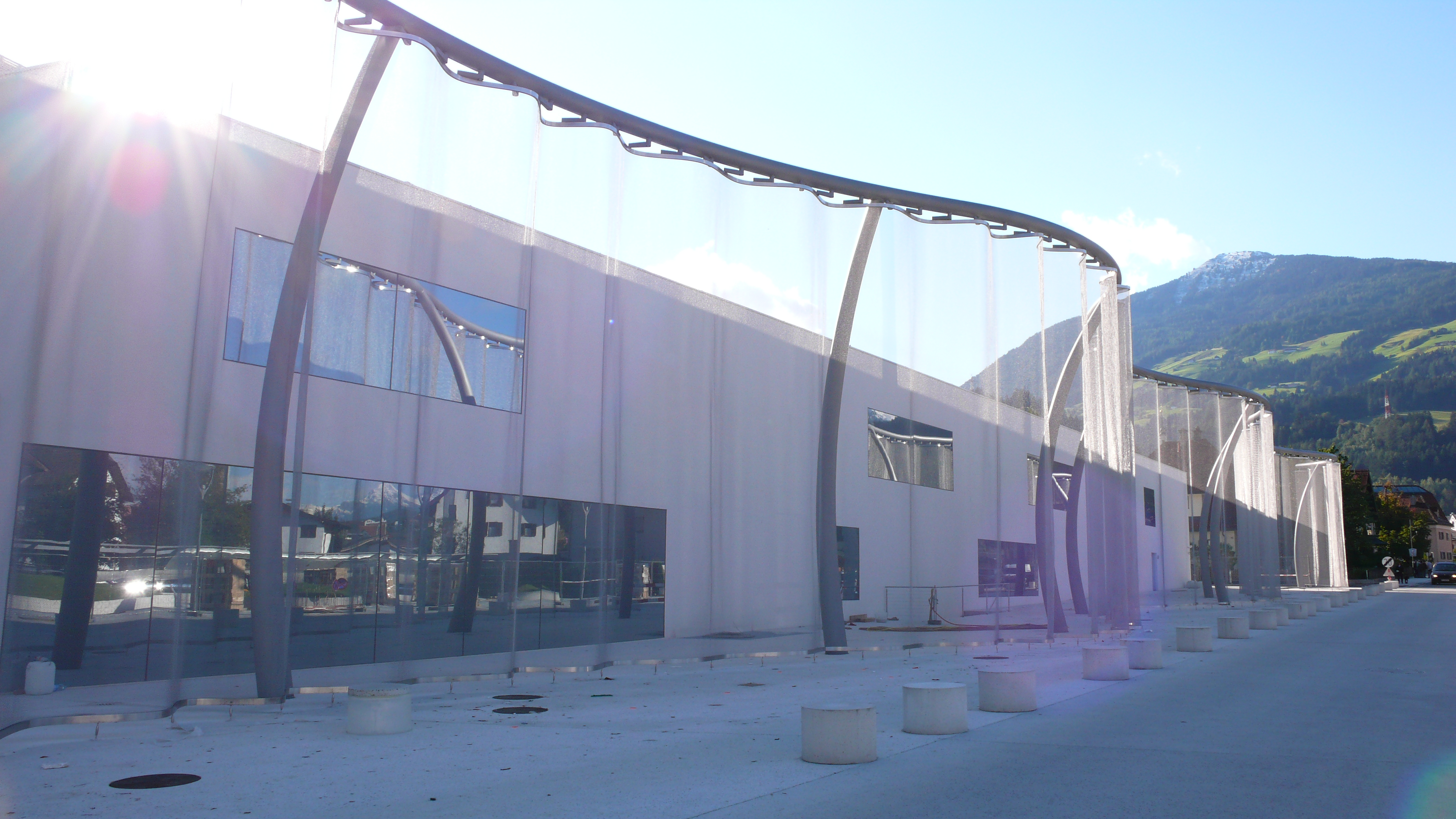
Swarovskistraße in Wattens, September 2007

### Gründung
Das Unternehmen wurde 1895 von dem Glasschleifer Daniel Swarovski gegründet, der aus dem nordböhmischen Georgenthal bei Gablonz stammt. Zu dieser Zeit wurde geschliffenes Kristallglas teilweise noch in geringer Anzahl im bäuerlichen Nebenerwerb in Handarbeit hergestellt, die Gablonzer Bijouterie entstand erst ab Mitte des 19. Jahrhunderts als mächtiger Industriezweig in Böhmen. Daniel Swarovski entwickelte zur Befriedigung einer steigenden Nachfrage einen mechanischen Schleifapparat, den er 1892 in Prag zum Patent anmeldete.
Von Swarovski mechanisch geschliffene Schmucksteine waren von hoher Qualität und wurden von einem lokalen und internationalen Bijouteriemarkt als „Schmucksteine neuer Qualität“ rasch aufgenommen, ohne dabei die traditionelle Herstellung zu verdrängen. Der Markt verlangte alsbald von dieser neuen Qualität immer größere Mengen, die sich mit der am Gründungsstandort vorhandenen Wasserkraft von lediglich fünf Pferdestärken nicht produzieren ließen. Da andere Firmen das Produktionsverfahren zu kopieren versuchten, sollte ein neuer Unternehmensstandort nicht nur über größere Energiequellen verfügen, sondern auch abgeschieden sein. Als Kapitalgeber für eine solche Expansion gewann der 33-jährige Erfinder seinen Pariser Kunden Armand Kosmann und seinen Schwager Franz Weis, der sich als stiller Teilhaber beteiligte. Der Name des 1895 neu gegründeten Unternehmens lautete aus diesem Grund vorerst noch auf „A. Kosmann, Daniel Swarovski & Co“, der aber später auf den heute gebräuchlichen Markennamen „Swarovski“ geändert wurde.
Eine Standortsuche ergab mehrere potenziell geeignete neue Unternehmensstandorte in den Österreichischen Alpen, schließlich entschied sich Swarovski für die Inntalgemeinde Wattens, die an der Flussmündung des wasserreichen Gebirgsbaches Wattenbach liegt. Entscheidender war wohl aber die – in Wattens vorhandene und günstig zu mietende – aufgelassene Rhomberg’sche Tuch- und Lodenfabrik, mit einer bereits vorhandenen Wasserkraftanlage mit einer Leistung von 44 kW.
Nach Ende des fünfjährigen Pachtvertrags in Wattens drohte Swarovski mit einer Abwanderung, konnte aber schließlich im Jahr 1900 die Rhomberg’schen Fabrikanlagen samt den dazugehörigen Wasserrechten für 24.000 Gulden erwerben. Swarovski errichtete daraufhin im Wattental das Wasserkraftwerk Außerachen (Inbetriebnahme 1906, Leistung 603 kW). Später – inzwischen Gemeinderat von Wattens – ließ er neue Werkswohnungen für seine Arbeiter in der Swarovskistraße und für seine Familie mit der „Villa Swarovski“ (Architekt: Paul Geppert der Ältere) ein eigenes Heim errichten. Aufgrund vorausgegangener guter Geschäftsjahre konnte er alle diese Aufgaben bis 1907 bewältigen.

### Glas
Um sich von der böhmischen Konkurrenz unabhängig zu machen, begann Daniel Swarovski in einem Nebengebäude seiner Villa bereits 1908 mit Versuchen zur Herstellung von Rohglas. Vertrauliche Unterstützung für dieses Vorhaben ohne Fachleute leisteten seine drei Söhne Fritz, Alfred und Willi, die dazu ihr Studium unterbrachen. Als eine eigene Glasschmelze erfolgversprechend gelang, errichtete er 1910/11 im Wattner Ortsteil Au das sogenannte „Laboratorium“ und gründete unter dem Namen „Glasfabrik D. Swarovski“ ein eigenes Unternehmen. Er verfolgte damit die Absicht, ohne Belastung des Unternehmens „A. Kosmann – D. Swarovski & Co“ seine Versuche zur Entwicklung neuer Produktionsmethoden fortzusetzen und Rohglas im eigenen Betrieb herzustellen. Bereits 1913 konnte er die Glasschleiferei im Oberdorf mit Rohglas versorgen und wenig später war es möglich, auch die benötigten Farbtöne zu liefern. Die damals selbst entwickelte Glasschmelze ist noch heute eines der bestgehüteten Werksgeheimnisse von Swarovski.
Die Folgen der Weltwirtschaftskrise von 1929 machten beiden Unternehmen schwer zu schaffen. Sie führten 1934 dazu, dass das Unternehmen „A. Kosmann – D. Swarovski & Co“ seine Pforten schließen musste. 1935 wurde es von dem Unternehmen „Daniel Swarovski, Glasschleiferei und Tyrolit-Schleifmittelwerke“ gepachtet, wodurch das Stammwerk nach Wiederaufnahme der Produktion zum Werk II des neuen Unternehmens wurde.
Nach dem Anschluss Österreichs an NS-Deutschland im März 1938 setzte das Unternehmen auf die Rüstungsproduktion für die Wehrmacht: die Herstellung von Ferngläsern und optischen Gläsern. Daraus ging 1949 die Swarovski Optik hervor. Die Familie Swarovski, bekennende Nationalsozialisten und bereits während der Verbotszeit in die NSDAP eingetreten, pflegte guten Kontakt zu Gauleiter Franz Hofer, der das Unternehmen auch im Konkurrenzkampf gegen Mitbewerber aus Böhmen unterstützte. Während des Zweiten Weltkriegs wurde Swarovski mit Rüstungsaufträgen versorgt. Führender Kopf des Unternehmens zu dieser Zeit war Alfred Swarovski, der auch Präsident der Gauwirtschaftskammer Tirol-Vorarlberg war. Die Belegschaft des Unternehmens stand aufgrund der nationalsozialistischen Gesinnung der Familie Swarovski von Anfang an unter Druck, sich der NSDAP anzuschließen. Die Großaufträge im Nationalsozialismus führten zu einer Aufstockung des Personals von etwa 500 auf 1.200 Personen. 1943 wurde aufgrund der Kriegslage die Kristallglasproduktion verboten. Die Geschichte der Firma während der NS-Zeit, die Nähe der Familie Swarovski zum Nationalsozialismus, die Kriegsprofite und insbesondere der Einsatz von Zwangsarbeitern wurden seit Anfang des Jahres 2011 von dem Wirtschaftshistoriker Dieter Stiefel untersucht. Teile der Eigentümerschaft des Unternehmens blockierten jedoch 2017 die Veröffentlichung der bereits fertigen Publikation.

### Keramikproduktion
Nach dem Zweiten Weltkrieg profilierte sich das Unternehmen in der Öffentlichkeit Österreichs durch seine Brillenglasschleiferei und weltweit durch Feinoptikprodukte. Die mit Ferdinand Rojkowski begonnene Produktion von Elektro-Isolierbauteilen wurde aufgegeben. Die schon damals wichtige Cash Cow des Unternehmens, die Sparte für Schleifmittel, war nicht sonderlich bekannt. Die Brillenglasfertigung wurde in den 1990er Jahren an das französische Unternehmen Essilor verkauft, die Produktlinie optische Geräte aber behalten. Noch immer sind Zielfernrohre für Schusswaffen und Feldstecher von Swarovski bekannte Produkte der optischen Industrie.
1960 gelang es, von den Erben Armand Kosmanns die Anteile an dem noch immer als Glasschleiferei A. Kosmann – D. Swarovski & Co geführten Werk II im Wattner Oberdorf käuflich zu erwerben. Das Werk I im Unterdorf und das Werk II im Oberdorf wurden so zu dem einheitlichen Unternehmen D. Swarovski & Co zusammengefasst.

### Kinderarbeit
2012 gelangten über den Kurier Vorwürfe ehemaliger Heimkinder an die Öffentlichkeit, wonach das Unternehmen Ende der 1960er Jahre minderjährige Heimzöglinge in der berüchtigten Tiroler Landeserziehungsanstalt St. Martin in Schwaz zur unfreiwilligen Arbeitsleistung heranzog. Die Heimkinder mussten demnach täglich rund zehn Stunden Kristallbänder anfertigen, ohne dafür entlohnt zu werden. Es habe sich um „Akkordarbeit“ gehandelt; „viele Mädchen hätten Probleme mit den Handgelenken gehabt“, werden die ehemaligen Heimbewohnerinnen zitiert.

### Sozialwohnungsbau
Daniel Swarovski II, Enkel des Unternehmensgründers, startete ein umfangreiches Siedlungsprogramm mit Werkswohnungen für seine Arbeiter. Seiner Philosophie folgend, jedem Mitarbeiter ein eigenes Haus sowie einen eigenen Garten zu ermöglichen, erwarb das Unternehmen Daniel Swarovski in mehreren Tiroler Gemeinden Grundstücke, die das Unternehmen zu Einheiten von 1000 m² seinen Mitarbeitern zinsgünstig zum Bebauen zur Verfügung stellte. Noch heute zeugen umfangreiche Tiroler Siedlungsanlagen durch die Straßenbezeichnung „Swarovskistraße“ von diesen Aktivitäten. Daniel Swarovski II verfasste dazu auch ein eigenes Buch. 1963 erhielt das Unternehmen die Staatliche Auszeichnung und darf seither das Bundeswappen im Geschäftsverkehr verwenden.

### Bijouterie
Swarovski erwarb 1987 gemeinsam mit dem kanadischen Partner Peoples Jewellery die tausende Verkaufslokale umfassenden US-Schmuckhandelskette Zale. Diese Transaktion brachte das Unternehmen in große wirtschaftliche Schwierigkeiten. 1991 musste das US-amerikanische Tochterunternehmen mit umgerechnet 1,1 Milliarden Euro Schulden Konkurs anmelden. Die daraus resultierenden Verluste belasteten die Konzernbilanzen viele Jahre.

## Unternehmensgruppe

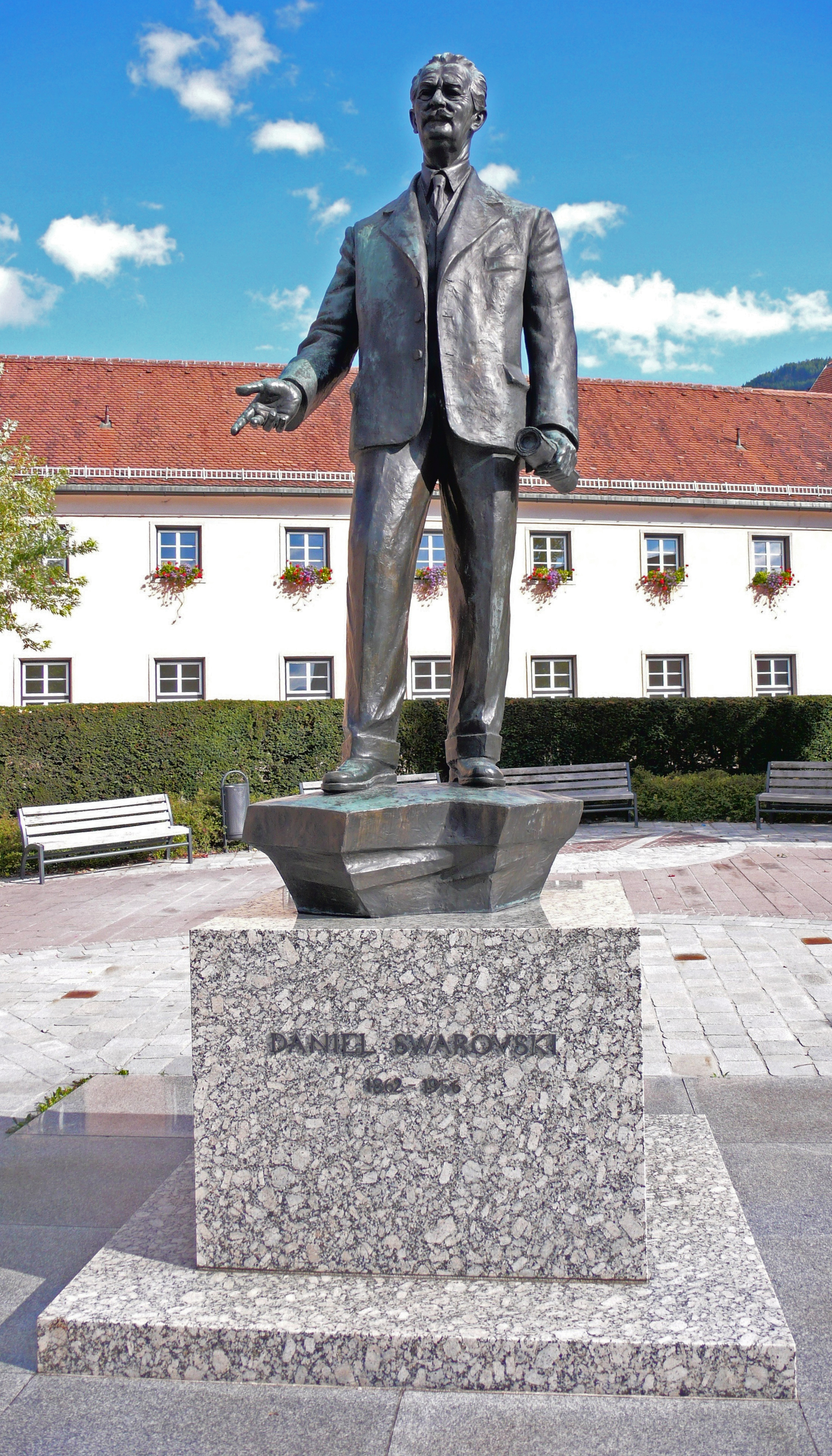
Die Skulptur von Gustinus Ambrosi in Wattens stellt den Unternehmensgründer Daniel Swarovski dar.

Die Unternehmensgruppe steht im Besitz von etwa zweihundert Familienmitgliedern. Größter Einzelgesellschafter war bis zu seinem Tod am 21. Januar 2021 mit 17 % Gernot Langes-Swarovski.
- Swarovski International Holding AG, Swarovski Ventures Ltd., Daniel Swarovski Corporation AG, Swarovski (Schweiz) AG, Männedorf/ZH, Schweiz
- Swarovski AG, Triesen, Liechtenstein
- Swarovski Crystal Online AG, Kaufbeuren
- Tyrolit Schleifmittelwerke Swarovski K.G., Schwaz, Tirol
- d. Swarovski tourism services GmbH, Wattens, Tirol
- Swarovski Austria Vertriebsges.m.b.H. & CO. KG, Rum bei Innsbruck, Tirol
- Swarovski D & Co Crystal Architecture, Kolsass, Tirol
- D. Swarovski & Co, Wattens, Tirol
- Swareflex GmbH, Vomp, Tirol
- Swarovski Optik Deutschland, Rosenheim
- Swarovski-Optik KG., Absam, Tirol
- Swarovski France S.A., Paris, Frankreich
- UAB Crystal Creations, Vilnius, Litauen

Weitere Unternehmen befinden sich in Lateinamerika, USA, Kanada sowie in anderen europäischen Ländern. Die Gruppe besitzt seit 1976 ein eigenes Bedarfsflugunternehmen, die Tyrolean Jet Services. Seit kurzem widmet sich Swarovski Entertainment der Filmproduktion. Swarovski betreibt rund 1000 Mono-Label-Stores für Kristallglas und Schmuck und kooperiert auch mit rund 1000 Franchisenehmern.
Wirtschaftlich gesehen steht die Unternehmensgruppe vor einigen Problemen. Der Umsatz ist rückläufig; 2020 weist das Unternehmen mit einem Umsatz 2,6 Milliarden Euro über 25 % weniger als im Vorjahr aus. 2020 entsprach der Jahresfehlbetrag einer dreistelligen Millionensumme. Ein wesentlicher Umsatzbringer – das Industriekundengeschäft – brach um 60 % ein. 2021 beläuft sich der Jahresfehlbetrag gemäß Insidern auf 350 Millionen Euro.
Als Konsequenz dieser wirtschaftlichen Probleme kündigte das Unternehmen sein Sponsoring mit dem örtlichen Fußball-Bundesligisten WSG Tirol auf bzw. stellte die Fluglinie Tyrolean Jet Services zum Verkauf.

## Produkte

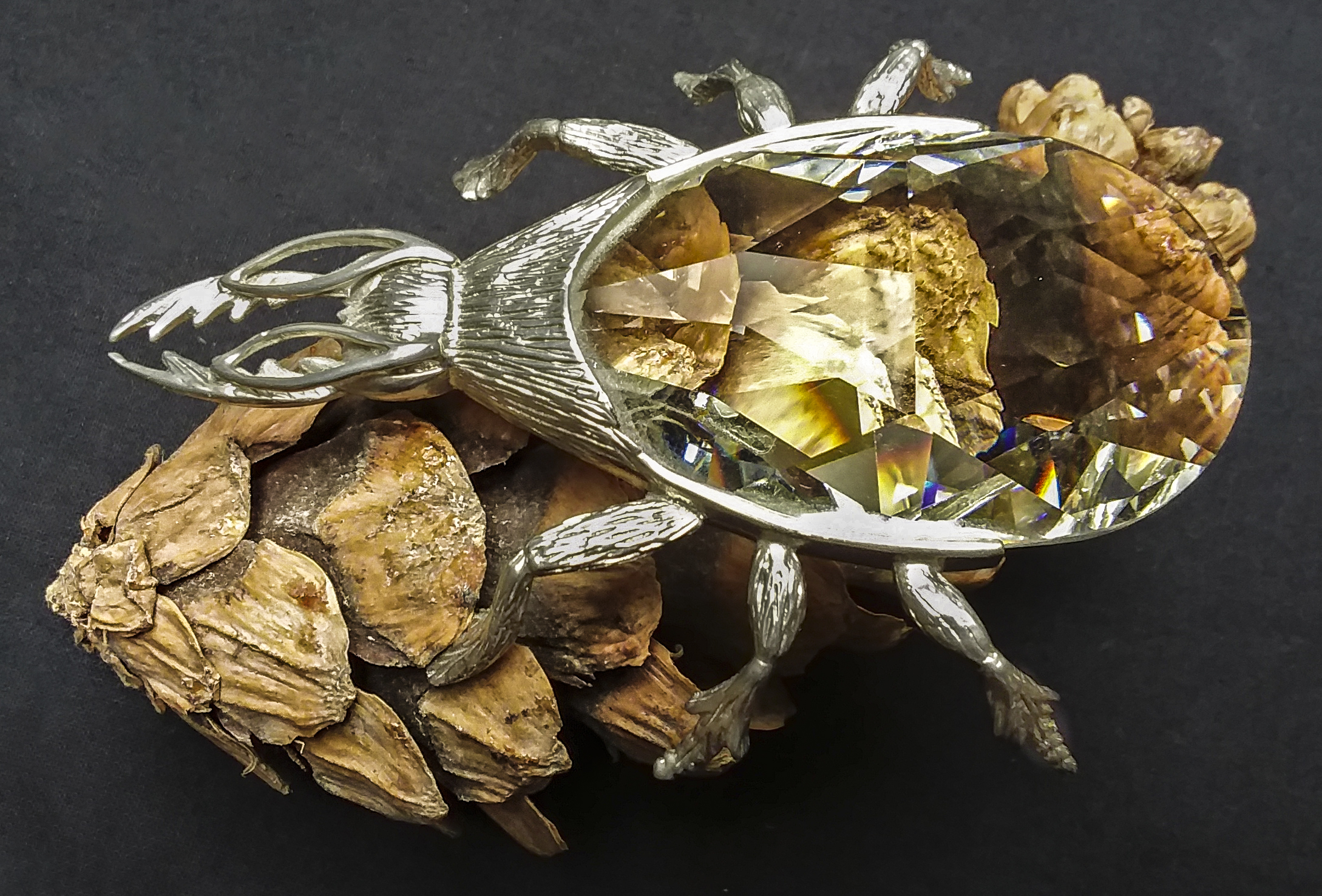
Flaschenöffner in Form eines Käfers, Swarovski ca. 1978, Rhodium und Kristallglas

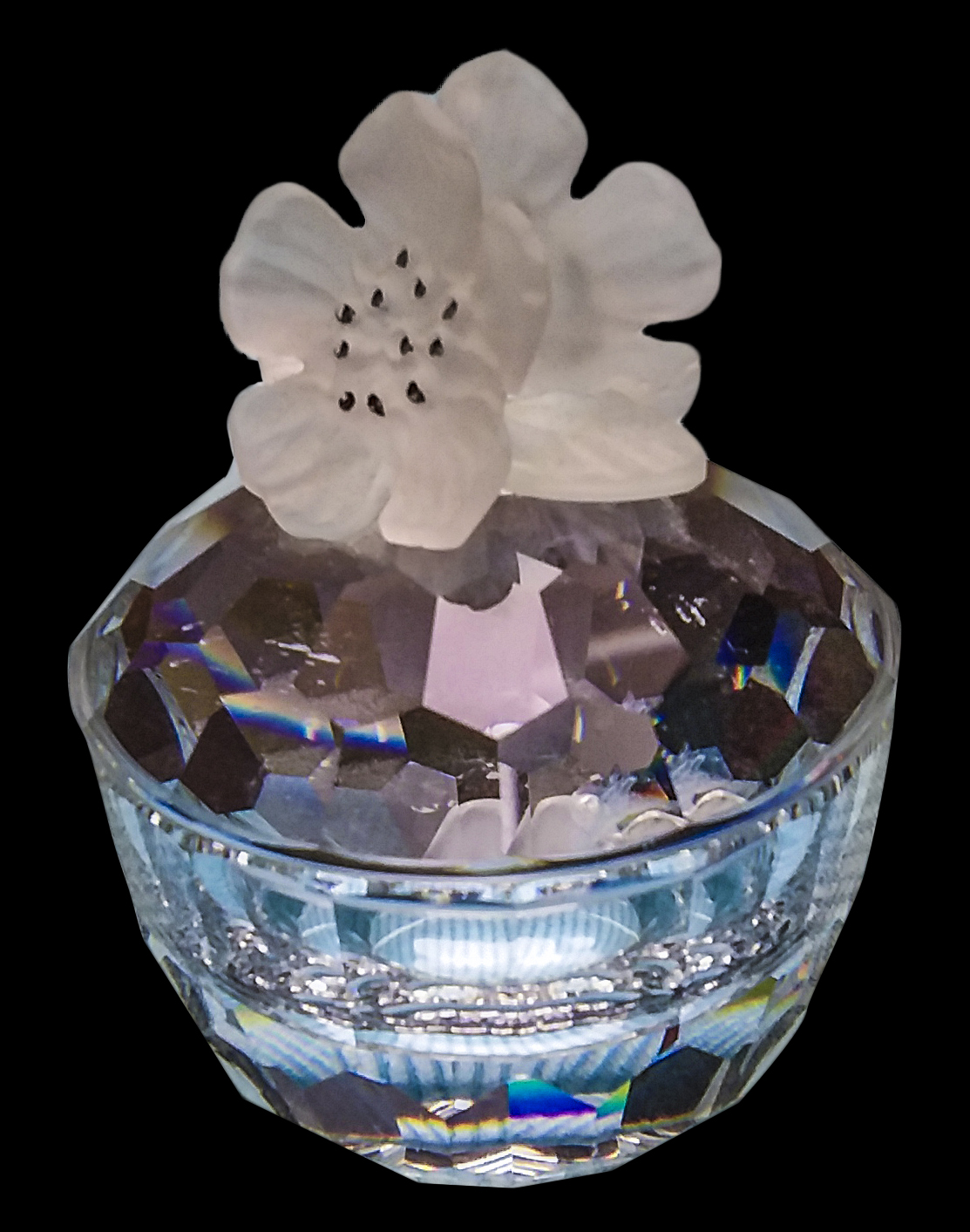
Behälter mit Deckel, Kristall- und mattiertes Glas

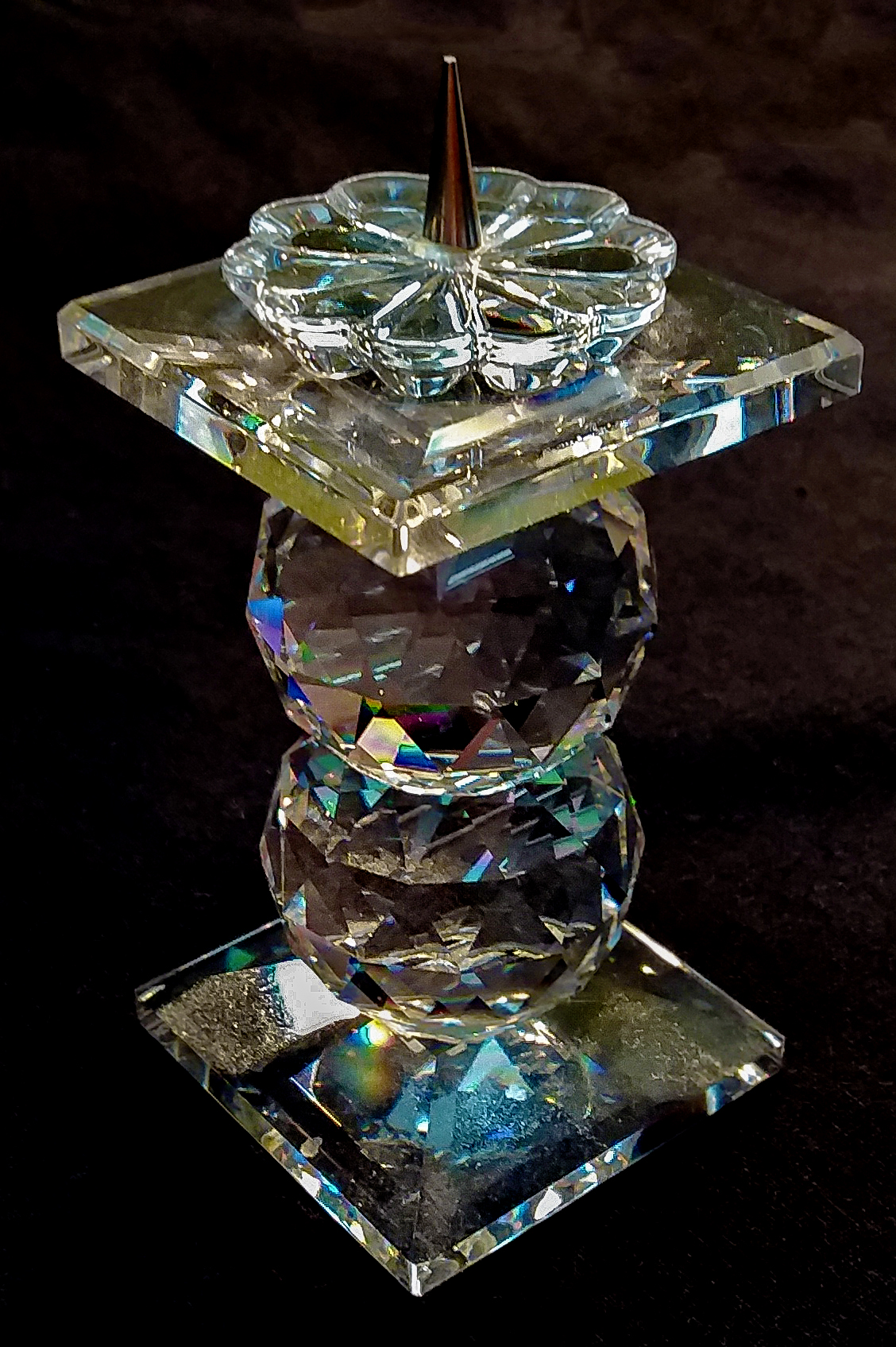
Kerzenhalter aus Kristallglas

### Wettbewerbspolitik
Swarovski betreibt eine rigide Abmahnpolitik mit Verkäufern (privat und gewerblich), die ihre Produkte nicht eindeutig von der Marke abgrenzen. In der Vergangenheit wurden diese Abmahnungen oftmals von der Anwaltskanzlei "Kanzlei Lorenz Seidler Gossel" verschickt und beinhalten Unterlassungs- bzw. Schadensersatzansprüche aufgrund markenrechtlicher Verstöße.
Im Auftrag der Swarovski AG wird in der Regel der Vorwurf erhoben, ein nicht von Swarovski hergestelltes Schmuckstück mit der Bezeichnung „Swarovski“ angeboten zu haben. Der Markenname „Swarovski“ genieße markenrechtlichen Schutz.
Den Betroffenen wird vorgeworfen, den Markennamen für Produkte, die lediglich mit Swarovski-Elementen versehen sind, genutzt zu haben. Swarovski hat eine eigene Broschüre verfasst, in der die markenrechtlich korrekte Verwendung geschildert ist.

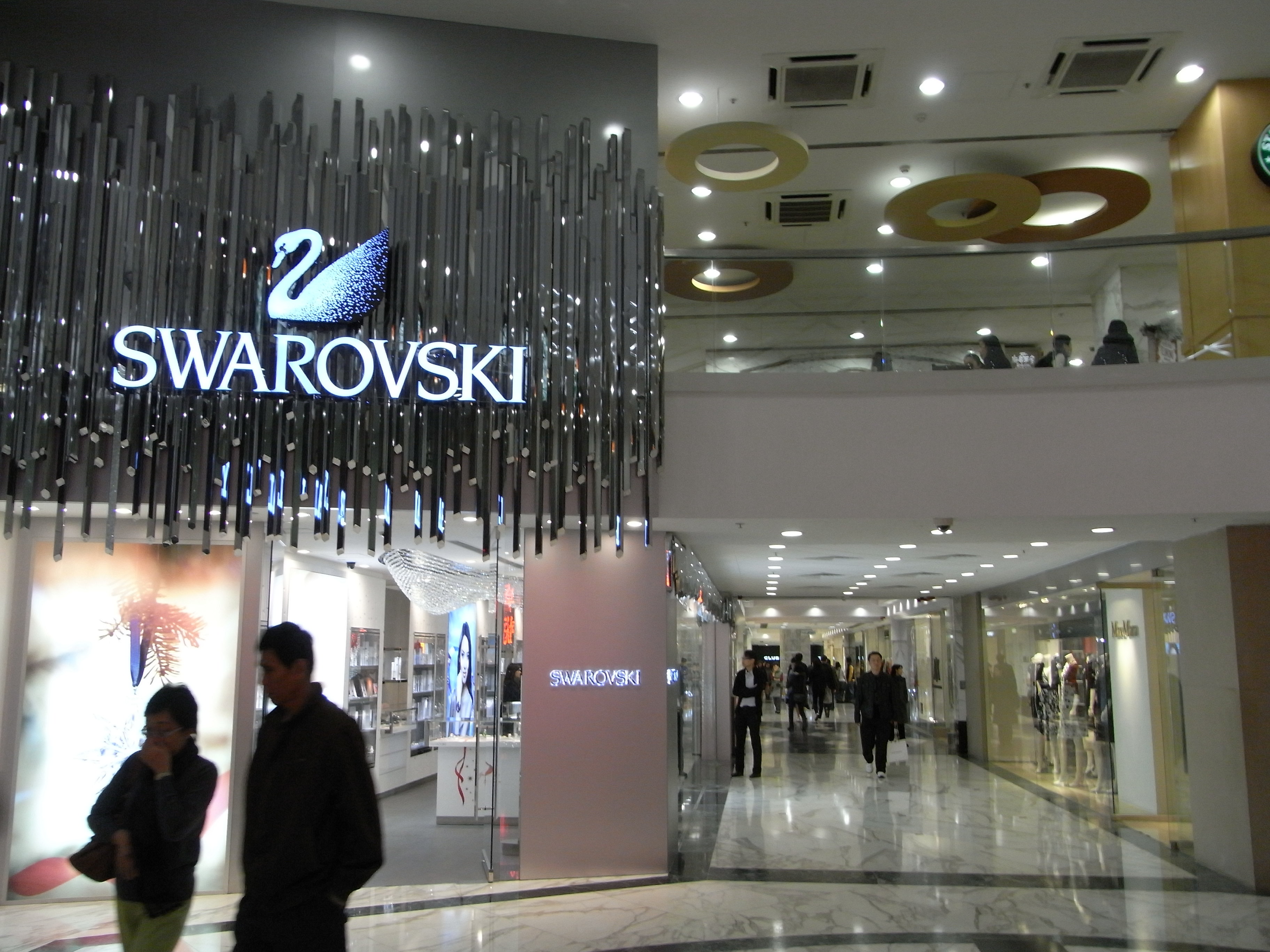
Swarovski in Hongkong

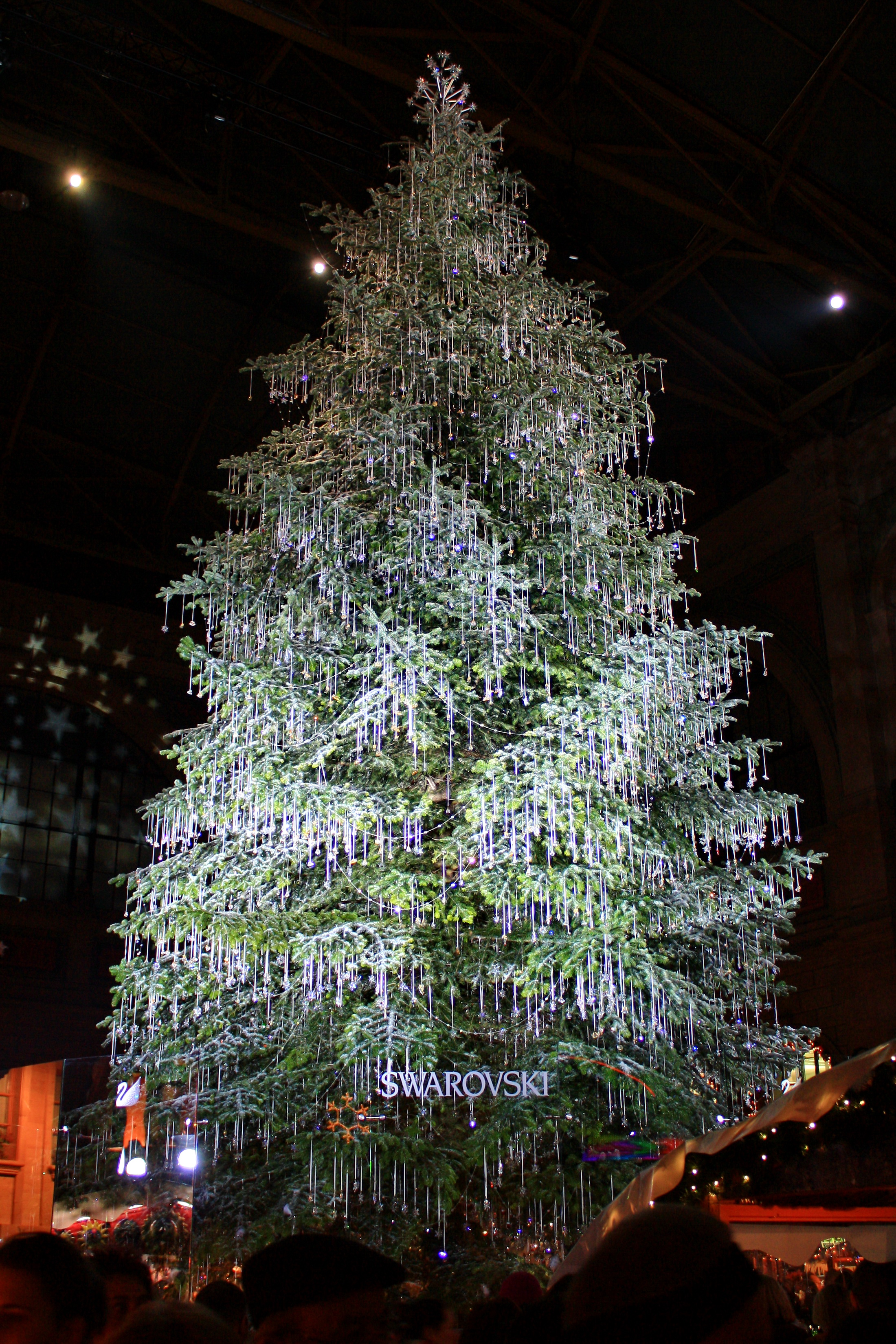
Swarovski-Weihnachtsbaum im Zürcher Hauptbahnhof, Dezember 2009

### Produktlinien
Die Erzeugnisse gliedern sich in:
- Kristallglasschmucksteine und Kristallglaskomponenten (Handelsname: „Crystallized – Swarovski Elements“)
- Kristallglasskulpturen und Accessoires mit und aus Kristallglas
- optische Präzisionsgeräte, wie z. B. Ferngläser,[26][27] Zielfernrohre und Spektive (Swarovski Optik)
- Schleifmittel, wie z. B. Schleif-, Abricht-, Trenn- und Polierwerkzeuge (TYROLIT)
- synthetische Edelsteine (seit April 2008 unter der Marke Enlightened – Swarovski Elements im Handel, zuvor bekannt als Signity, bis 1999 Swarogem)
- Straßenmarkierungsknöpfe und Rückstrahler aus Glas (Swareflex)
- selbstleuchtende Straßenverkehrs-Leiteinrichtungen („Swareflex“)
- Verkehrszeichen mit LED-Leuchten (Swareflex).
- Parfüm Aura by Swarovski

### Bijouterieprodukte
Im Jahr 1976 wurde das Geschäftsfeld Kristallobjekte eröffnet. Nach eher bescheidenen Anfängen werden inzwischen Kristallglasfiguren wie Früchte- oder Tierskulpturen in eigenen Läden oder einem Depotvertriebsystem von Optikern, Juwelieren oder Andenkenläden verkauft. Das Marketingkonzept der limitierten Herstellung von Serien ist so wirksam, dass manche Kristallglasobjekte gesammelt werden und sich Fanklubs bildeten. Diesen z. T. durch das Unternehmen selbst organisierten Vereinigungen werden eigene Serien angeboten.

### Halbfabrikate
Swarovski stellt nicht nur Produkte für Endverbraucher her, sondern liefert auch Strass- und Lustersteine an andere Hersteller aus der Schmuck-, Mode-, Beleuchtungskörper- und Inneneinrichtungsbranche und Rückstrahler aus Glas an den Straßenbau. Auch Briefmarken der Österreichischen Post aus den Jahren 2004, 2006 und 2008 wurden mit Swarovski-Kristallglas ausgestattet.

### Merchandising
Die in Zusammenarbeit mit der Clarins Fragrance Group entwickelte Parfümserie Aura by Swarovski wurde 2011 auf den Markt gebracht. Sie erhielt 2012 den Prix de Beauté in der Kategorie Design Damen.
Das Unternehmen unterhält jährlich im Dezember einen mit 5000 Kristallen geschmückten Weihnachtsbaum in der Zürcher Bahnhofshalle. Zu Weihnachten 2006 wurde ein solcher Baum auch im Berliner Hauptbahnhof aufgestellt. Der große Weihnachtsstern auf dem Weihnachtsbaum vor dem Rockefeller Center in New York City wird ebenfalls von Swarovski gesponsert.

## Kristallwelten

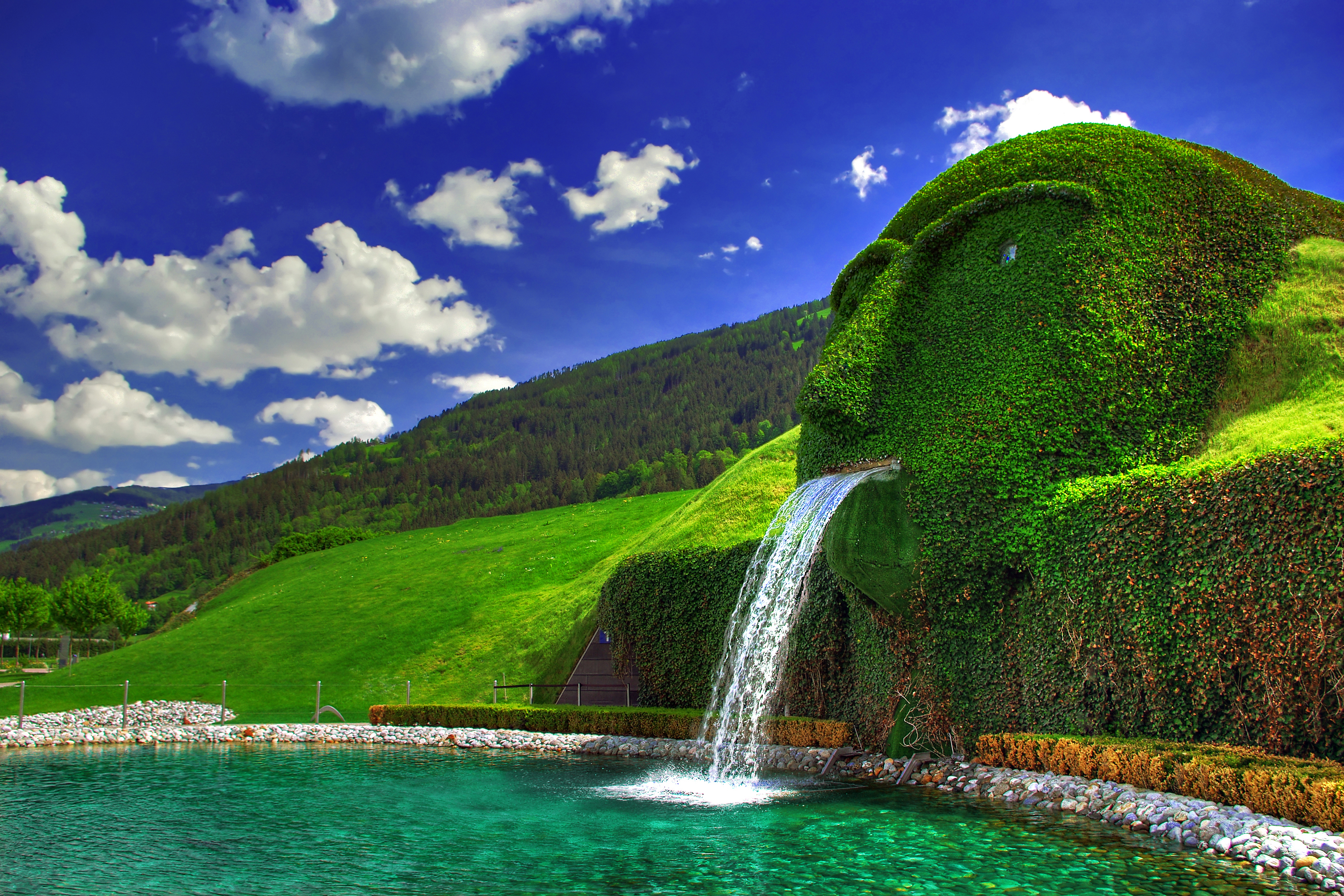
Der Riese, Eingang zu Swarovski Kristallwelten

Zum hundertjährigen Unternehmensjubiläum wurde 1995 in Wattens als Touristenattraktion das Museum Kristallwelten eröffnet. Die Eröffnung und eine Umgestaltung 2005 wurden von dem österreichischen Künstler André Heller vollzogen. Mittlerweile besuchen durchschnittlich rund 700.000 Besucher pro Jahr die Kristallwelten. Anfang Oktober 2014 wurden die Kristallwelten geschlossen, um den Park zu erweitern. Seit 30. April 2015 sind die Kristallwelten auf dem für 34 Millionen Euro von 3,5 auf 7,5 Hektar erweiterten Areal wieder geöffnet.

## Engagement in Nachhaltigkeit
Der Unternehmensgründer Daniel Swarovski war sich des hohen Energiebedarfs seiner neuartigen mechanischen Glasherstellung bewusst. Auf der Suche nach einem kostengünstigen Energieträger wurde er in der Tiroler Inntalgemeinde Wattens fündig. Wattens liegt am Ausgang des ausgedehnten Wattentales. Durch das große Einzugsgebiet des Wattenbaches (rund 75 km²) ist dessen Wasserkraft ergiebig. Daniel Swarovski nutzte erst ein kleines vorhandenes Wasserkraftwerk für die Glasproduktion und experimentierte auch mit einem kleinen Laufwasserkraftwerk am Fluss Inn. Durch den Erfolg der Schleiferei konnte eine Wasserkraftanlage am Wattenbach intensiv ausgebaut werden; dieser Ausbau ermöglichte auch die erstmalige Versorgung der Landbevölkerung von Wattens und Wattenberg mit elektrischem Licht, wodurch auch Swarovskimitarbeiter günstig elektrische Energie von ihrem Arbeitgeber beziehen konnten. Swarovski verfügt heute über umfassende Wasserrechte am Wattenbach und betreibt an diesem vier eigene Wasserkraftwerke sowie ein fünftes gemeinsam mit Wattenspapier. Ein Wassertiefspeicher im Wattner Ortsteil Vögelsberg ermöglicht einen kurzzeitigen autonomen Inselbetrieb zur Notstromversorgung des Swarovskiwerkes in Wattens.
Swarovski betreibt an seinen Fertigungsstandorten Abwasserreinigungsanlagen, in denen den industriellen Abwässern die Glasschleifstäube entzogen und in die Glasproduktion rückgeführt werden.
Auch das Sponsoring hat als Schwerpunkt das Wasser, so werden der Nationalpark Hohe Tauern und ein Nationalpark in Indien durch eine Wasserversorgung unterstützt.

## Auszeichnungen
Swarovski Optik:
- 1992/93 mit Werner Hölbl: Staatspreis Design für Fernglas Habicht SLC

Schmuck:
- 2013 Vienna Fashion Award in der Kategorie Tribute to Fashion and Lifestyle